# Elezioni regionali in Italia del 2024
Nel corso del 2024 si sono tenute elezioni regionali in 7 regioni italiane (6 a statuto ordinario e 1 a statuto speciale).
Le elezioni si tennero in Sardegna (domenica 25 febbraio), Abruzzo (domenica 10 marzo), Basilicata (domenica 21 e lunedì 22 aprile), Piemonte (domenica 8 e lunedì 9 giugno, in concomitanza alle elezioni europee ed amministrative), Liguria (domenica 27 e lunedì 28 ottobre, a seguito delle dimissioni di Giovanni Toti), Emilia-Romagna (domenica 17 e lunedì 18 novembre, a seguito delle dimissioni di Stefano Bonaccini dopo la sua elezione a europarlamentare) e Umbria (domenica 17 e lunedì 18 novembre).

## Elezione dei presidenti della giunta regionale
Tutte le regioni al voto prevedono l'elezione diretta del presidente della giunta regionale con metodo maggioritario contestualmente all'elezione del consiglio regionale.
| Regione        | Elezione       | Candidati                                     | Candidati                                     | Candidati                                 | Candidati                                                      | Presidente uscente | Presidente uscente         |
| Regione        | Elezione       | Centro-sinistra                               | Movimento 5 Stelle                            | Centro-destra                             | Altri                                                          | Presidente uscente | Presidente uscente         |
| -------------- | -------------- | --------------------------------------------- | --------------------------------------------- | ----------------------------------------- | -------------------------------------------------------------- | ------------------ | -------------------------- |
| Regione        | Elezione       |                                               |                                               |                                           | Altri                                                          | Presidente uscente | Presidente uscente         |
| Sardegna       | 25 febbraio    | Alessandra Todde (M5S) 45,39% ✔️ Presidente   | Alessandra Todde (M5S) 45,39% ✔️ Presidente   | Paolo Truzzu (FdI) 44,97%                 | - Renato Soru (PS) 8,66% - Lucia Chessa (SR-E) 0,98%           |                    | Christian Solinas (PSd'Az) |
| Abruzzo        | 10 marzo       | Luciano D'Amico (Ind.) 46,32%                 | Luciano D'Amico (Ind.) 46,32%                 | Marco Marsilio (FdI) 53,68% ✔️ Presidente | –                                                              |                    | Marco Marsilio (FdI)       |
| Basilicata     | 21-22 aprile   | Piero Marrese (PD) 42,16%                     | Piero Marrese (PD) 42,16%                     | Vito Bardi (FI) 56,63% ✔️ Presidente      | Eustachio Follia (Volt) 1,21%                                  |                    | Vito Bardi (FI)            |
| Piemonte       | 8-9 giugno     | Gianna Pentenero (PD) 33,54%                  | Sarah Disabato 7,68%                          | Alberto Cirio (FI) 56,13% ✔️ Presidente   | - Francesca Frediani (UP) 1,50% - Alberto Costanzo (L) 1,15%   |                    | Alberto Cirio (FI)         |
| Liguria        | 27-28 ottobre  | Andrea Orlando (PD) 47,36%                    | Andrea Orlando (PD) 47,36%                    | Marco Bucci (Ind.) 48,77% ✔️ Presidente   | Altri 3,87%                                                    |                    | Alessandro Piana (LSP)     |
| Emilia-Romagna | 17-18 novembre | Michele De Pascale (PD) 56,77% ✔️ Presidente  | Michele De Pascale (PD) 56,77% ✔️ Presidente  | Elena Ugolini (Ind.) 40,07%               | - Federico Serra (PaP-PCI-RC) 1,83% - Luca Teodori (LCV) 1,03% |                    | Irene Priolo (PD)          |
| Umbria         | 17-18 novembre | Stefania Proietti (Ind.) 51,13% ✔️ Presidente | Stefania Proietti (Ind.) 51,13% ✔️ Presidente | Donatella Tesei (LSP) 46,17%              | - Marco Rizzo (DSP) 1,11% - Altri 1,54%                        |                    | Donatella Tesei (LSP)      |

## Elezione dei consigli regionali
Le regioni al voto prevedono l'elezione di 265 consiglieri nei propri consigli regionali.
| Partito | Partito                     | Seggi    | Diff.   |
| ------- | --------------------------- | -------- | ------- |
|         | Partito Democratico         | 79 / 265 | 21      |
|         | Fratelli d'Italia           | 53 / 265 | 33      |
|         | Forza Italia                | 25 / 265 | 4       |
|         | Altri di centro-sinistra    | 21 / 265 | 1       |
|         | Altri di centro-destra      | 19 / 265 | 6       |
|         | Movimento 5 Stelle          | 18 / 265 | 8       |
|         | Lega                        | 17 / 265 | 59      |
|         | Alleanza Verdi e Sinistra   | 12 / 265 | 9       |
|         | Noi Moderati                | 5 / 265  | 4       |
|         | Azione                      | 4 / 265  | 3       |
|         | Partito Sardo d'Azione      | 3 / 265  | 5       |
|         | Partito Socialista Italiano | 2 / 265  | Stabile |
|         | Possibile                   | 2 / 265  | 1       |
|         | Italia Viva                 | 2 / 265  | 1       |
|         | Italia in Comune            | 1 / 265  | Stabile |
|         | Unione di Centro            | 1 / 265  | 3       |
|         | Moderati                    | 1 / 265  | Stabile |

### Annotazioni
1. ↑  
  - Nicola Morra (UpC)[23]
0,88%
  - Nicola Rollando (PaP-PCI-RC)[23]
0,85%
  - Francesco Toscano (DSP)[23]
0,85%
  - Marco Ferrando (PCL)[23]
0,35%
  - Maria Antonietta Cella (PPN)[23]
0,35%
  - Davide Felice (FDP)[23]
0,31%
  - Alessandro Rosson (I)[23]
0,28%
2. ↑  Vicepresidente facente funzioni dal 26 luglio 2024, a seguito delle dimissioni di Giovanni Toti (NM), coinvolto in un'inchiesta con le accuse di corruzione per l'esercizio della funzione e corruzione per un atto contrario ai doveri d'ufficio.
3. ↑  Vicepresidente facente funzioni dal 12 luglio 2024, a seguito delle dimissioni di Stefano Bonaccini (PD), eletto europarlamentare.
4. ↑  
  - Martina Leonardi (PaP-PCI)[27]
0,48%
  - Moreno Pasquinelli (FD)[27]
0,28%
  - Giuseppe Paolone (FDP)[27]
0,24%
  - Elia Fiorini (ApU - AC)[27]
0,24%
  - Giuseppe Tritto (UIL)[27]
0,23%
  - Fabrizio Pignalberi (QPI - PIS)[27]
0,07%

### Fonti
1. 1 2   Elezioni Regionali, dove e quando si vota nel 2024, su Sky TG24, 27 gennaio 2024. URL consultato il 29 gennaio 2024.
2. ↑   ELEZIONI SARDEGNA - RISULTATI - RIEPILOGO REGIONALE, su elezioni.repubblica.it, la Repubblica. URL consultato il 2 marzo 2024.
3. ↑   ELEZIONI ABRUZZO - RISULTATI - RIEPILOGO REGIONALE, su elezioni.repubblica.it, la Repubblica. URL consultato il 26 marzo 2024.
4. ↑   Le elezioni regionali in Basilicata si terranno il 21 e 22 aprile, su Il Post, 19 febbraio 2024. URL consultato il 19 febbraio 2024.
5. ↑   ELEZIONI REGIONALI, SI VOTA IL 21 E 22 APRILE 2024, su regione.basilicata.it, Regione Basilicata. URL consultato il 2 marzo 2024.
6. ↑   Regionali: il Piemonte alle urne l’8 e il 9 giugno, su La Stampa. URL consultato il 2 marzo 2024.
7. ↑   La Regione Liguria propone il 27 e 28 ottobre per le elezioni anticipate, depositata la proposta in Corte d’Appello, su Il Secolo XIX, 30 luglio 2024. URL consultato il 31 luglio 2024.
8. ↑   Il 27 e il 28 ottobre si voterà per le elezioni regionali in Liguria, su Il Post, 31 luglio 2024. URL consultato il 31 luglio 2024.
9. ↑   Giovanni Toti si è dimesso da presidente della Liguria, su Domani, 26 luglio 2024. URL consultato il 31 luglio 2024.
10. ↑   Le elezioni anticipate in Emilia-Romagna saranno il 17 e il 18 novembre, su Il Post, 17 luglio 2024. URL consultato il 17 luglio 2024.
11. ↑   Stefano Bonaccini ha annunciato ufficialmente che lascerà la carica di presidente dell'Emilia-Romagna, in seguito all'elezione a europarlamentare, su Il Post, 26 giugno 2024. URL consultato il 15 luglio 2024.
12. ↑   Bonaccini ha firmato le dimissioni da presidente dell'E-R, su ANSA, 12 luglio 2024. URL consultato il 15 luglio 2024.
13. ↑   Elezioni regionali, si vota per il nuovo presidente della Regione Umbria domenica 17 e lunedì 18 novembre, su corrieredellumbria.it, Corriere dell'Umbria, 21 settembre 2024. URL consultato il 22 settembre 2024.
14. ↑   Francesco Pinna, Adesso è ufficiale: Alessandra Todde proclamata presidente della Regione, su L'Unione Sarda, 20 marzo 2024. URL consultato il 9 aprile 2024.
15. 1 2 3 4   Roberto Murgia, Regionali, una poltrona per quattro: Truzzu, Todde, Chessa e Soru ufficializzano la candidatura, su L'Unione Sarda, 25 gennaio 2024. URL consultato il 25 gennaio 2024.
16. ↑   Il candidato della destra ha vinto le elezioni in Abruzzo, su Pagella Politica, 11 marzo 2024. URL consultato il 9 aprile 2024.
17. 1 2   Carmine Perantuono, Elezioni Regionali: le liste in Abruzzo - TUTTI I NOMI DEI CANDIDATI, su Rete8, 10 febbraio 2024. URL consultato il 18 febbraio 2024.
18. ↑   Elezioni Basilicata, è Bardi bis: «Dedico la vittoria ai lucani», su Gazzetta del Mezzogiorno, 22 aprile 2024. URL consultato il 23 aprile 2024.
19. 1 2 3   Basilicata, ecco i tre candidati per le Regionali: Bardi, Marrese, Follia, su Gazzetta del Mezzogiorno, 23 marzo 2024. URL consultato il 25 marzo 2024.
20. ↑   Alberto Cirio è stato confermato presidente del Piemonte, come ci si aspettava, su Il Post, 10 giugno 2024. URL consultato il 10 giugno 2024.
21. 1 2 3 4 5   Gabriele Guccione, Elezioni regionali, cinque candidati per il Piemonte. Ecco tutti i nomi per l’8 e 9 giugno, su torino.corriere.it, Corriere della Sera, 12 maggio 2024. URL consultato il 12 maggio 2024.
22. ↑   I risultati delle elezioni in Liguria, in quattro grafici e due mappe, su Pagella Politica, 29 ottobre 2024. URL consultato il 29 ottobre 2024.
23. 1 2 3 4 5 6 7 8 9   Valentina Bocchino, Elezioni regionali 2024: la Liguria al voto, tutti i candidati e le liste, su GenovaToday, 26 settembre 2024. URL consultato il 6 ottobre 2024.
24. ↑   Michele de Pascale è il nuovo presidente dell'Emilia-Romagna, su Il Post, 18 novembre 2024. URL consultato il 19 novembre 2024.
25. 1 2 3 4   Silvia Bignami, Regionali, ecco come si vota il 17 e 18 novembre per scegliere il presidente dell’Emilia-Romagna, su la Repubblica, 7 novembre 2024. URL consultato il 10 novembre 2024.
26. ↑   Elezioni Umbria, risultati in tempo reale: vincono Proietti e il centrosinistra, su lanazione.it, La Nazione, 18 novembre 2024. URL consultato il 19 novembre 2024.
27. 1 2 3 4 5 6 7 8 9   Federica Magro, Elezioni regionali, validate tutte le liste: il primo simbolo sulla scheda elettorale sarà quello di Giuseppe Paolone con Forza del Popolo, su PerugiaToday, 21 ottobre 2024. URL consultato il 25 ottobre 2024.
28. ↑  Rispetto alla scorsa tornata elettorale.[senza fonte]
29. ↑  Rispetto alla somma dei precedenti consiglieri di Europa Verde e Sinistra Italiana.
30. ↑  Il calcolo è effettuato includendo anche i precedenti consiglieri di Italia al Centro.